# James Watson Webb
Pour les articles homonymes, voir James Webb.
James Watson Webb (8 février 1802 - 7 juin 1884) est un diplomate, journaliste et patron de presse américain, fondateur du New York Morning Courier en 1827 puis acquéreur du New-York Enquirer de Mordecaï Manuel Noah en 1829, deux journaux qu'il a fusionnés pour donner naissance en 1829 au Courier and Enquirer.
D'abord proche des démocrates et du président américain Andrew Jackson, James Watson Webb s'est ensuite rapproché du Parti Whig.

## Biographie
Né dans l'État de New York, fils d'un officier de la Guerre d'indépendance, il s'engage lui-même dans l'armée à 17 ans et devient lieutenant en 1823, avant de quitter les armes en 1827 pour se lancer dans le journalisme, avec en tête de soutenir le général Andrew Jackson, qui se prépare à se faire élire président en 1830. 
Il a embauché le jeune journaliste James Gordon Bennett senior, pour en faire son rédacteur en chef et associé.  Plus tard, indisposé par le populisme excessif d'Andrew Jackson, il se rapproche d'Henry Clay. Bien qu'originaire du Kentucky, ce dernier prend la défense du secteur bancaire en pleine croissance à New York, mais attaqué par les partisans d'Andrew Jackson, en particulier lors de la Specie Circular qui mène à la Panique de 1837.
En mai 1835, James Gordon Bennett senior quitte le journal car il désapprouve cette évolution. Il fonde le New York Herald. Les deux hommes deviennent antagonistes et Webb attaque un jour à coups de cannes son ex-employé. Le New York Herald du 20 janvier 1836 raconte une bagarre de rue entre les deux hommes et cite un courtier disant que Webb lui doit 87 000 dollars après une spéculation perdue. Le journal affirme aussi que Webb a été
condamné pour corruption car il a reçu un gros prêt de Nicholas Biddle, président de Second Bank of The United States;
En 1861, Abraham Lincoln est élu président et il nomme James Watson Webb ambassadeur au Brésil. Ce dernier fusionne alors le Courier and Enquirer avec le New York World, journal démocrate.